# Kal pri Dolah
Kal pri Dolah – wieś w Słowenii, w gminie Litija. W 2018 roku liczyła 47 mieszkańców.